# Innebandymagazinet
Innebandymagazinet är en facktidning om innebandy. Tidskriften grundades av Magnus Fredriksson, och första numret utkom 1997.
När VM avgjordes i Finland 2002 utgav tidningen det första engelskspråkiga magasinet om innebandy: World Floorball. 
Innebandymagazinet har sedan 20 januari 2000 en webbplats, först som veckomagasin och sedan i mitten av 2000-talet som sport- och nyhetssajt.  

## Årets och världens bästa innebandyspelare
Innebandymagazinet utser varje år Årets bästa innebandyspelare samt Världens bästa innebandyspelare.

### Fotnoter
1. ↑  ”Magnus Fredriksson ny ordförande i Hisingskärra IBK”. Hisingskärra IBK. 9 juni 2014. Arkiverad från originalet den 18 december 2022. https://web.archive.org/web/20221218140305/https://www.laget.se/hisingskarraibk/News/3573938/Magnus-Fredriksson-ny-ordforande-i-Hisingskarra-IBK. Läst 29 april 2016.